# یدلووا
یدلووا (به چکی: Jedlová) یک منطقهٔ مسکونی در جمهوری چک است که در ناحیه سویتاوی واقع شده‌است. یدلووا ۲۳٫۰۳ کیلومتر مربع مساحت و ۱٬۰۴۴ نفر جمعیت دارد و ۵۹۰ متر بالاتر از سطح دریا واقع شده‌است.